# Filosofia del segle XX
La filosofia del segle XX inclou els corrents de pensament del segle xx. Està caracteritzada per accentuar els trets de la filosofia del segle XIX anterior (la filosofia apareix a totes les branques del coneixement al mateix temps que cedeix part de les seves preguntes tradicionals als diferents camps de la ciència i una progressiva professionalització dels filòsofs, lligats a la universitat) i l'aparició de nous problemes sorgits de la història contemporània i els avenços tècnics. El seu estudi sol adoptar dos enfocaments diferenciats: el geogràfic o el de disciplina filosòfica (l'adoptat en aquest article).
La divisió geogràfica agrupa els pensadors en tres grans grups, si bé hi ha figures híbrides i d'altres inclassificables, donada l'enorme varietat d'escoles existents. El primer grup el forma la filosofia analítica, pertanyent al món anglosaxó. Presta molta atenció a la lògica i al llenguatge com a mitjans per aclarir i analitzar -d'aquí el seu nom- els problemes filosòfics. El segon grup es denomina la filosofia continental i agrupa la resta de filòsofs occidentals. Rebutgen el cientisme i donen gran importància al context sociocultural, que explica per què es donen determinats problemes o interrogants, que són sempre interpretables. Un tercer grup el formarien tots els estudiosos de la filosofia oriental, que segueix una cronologia i uns plantejaments diferents a l'occidental.

## Ontologia
Gran part del qüestionament sobre com està feta la realitat i el món existeix, el que antigament s'emmarcava dins la filosofia natural, ara pertany al domini de les diferents ciències. L'ontologia, per tant, ha quedat pràcticament reduïda a la reflexió sobre el paper d'aquestes ciències i el seu apropament a l'existència. Així, la filosofia de la ciència, que inclou subdisciplines com la filosofia de la biologia, per exemple, es planteja el criteri de demarcació de cada branca del coneixement: qui ha d'estudiar cada parcel·la de la realitat i de quina manera per tal d'apropar-se a la veritat, en una època de creixent especialització acadèmica. Els defensors d'un enfocament transversal creuen que ha d'existir una ontologia comprensiva centrada en l'holisme com a mètode d'apropiació de la realitat. La teoria del tot com a fita científica s'emmarca dins aquesta concepció.
S'afirma que la ciència no avança de manera contínua i lineal, sinó que de vegades nous conceptes arraconen els antics i fan canviar tot el model ontològic. Alexandre Koyré subratlla els punts de tall en aquest progrés del pensament, que qualifica de revolucions, terme que adoptarà Thomas Kuhn en explicar que suposen un canvi de paradigma o marc d'explicació. Cada època té un paradigma dominant i uns científics o pensadors que estan al marge. Si les hipòtesis d'aquests pensadors marginals s'acaben imposant, es produeix un trencament amb el model dominant i llavors s'esdevé el canvi de paradigma.
En la interrogació sobre la naturalesa sorgeixen les reclamacions del món de l'ecologia, que es lliguen a una ètica respecte a l'entorn, i també l'antiga separació entre subjecte i objecte, esborrada del tot amb la física quàntica que explica que l'observador altera allò observat només pel fet de fer-ho, amb la qual cosa no existeix una realitat objectiva, aliena a l'home, sinó un món cultural i personals fins i tot a la ciència, que depèn de models que emergeixen de comunitats i que empra instruments subjectius. Els models prediuen allò que es pot comprovar experimentalment, el que se cercarà i si les dades contradiuen el model, és quan es pot buscar una via alternativa o marginal. Tot model i tota ciència, doncs, estan subjectes al temps, que esdevé un dels grans temes de recerca ontològica, on s'incorporen les troballes de la cosmologia. L'evolució sembla aplicar-se a tots els àmbits de la realitat, començant per les espècies, com proven els avenços en genètica, sense que es pugui caure en concepcions teleològiques, ja que el principal factor d'avenç o canvi sovint és l'atzar.

## Epistemologia i filosofia de la ment
L'epistemologia tradicional ha deixat pas a la psicologia de l'aprenentatge i a les branques més reflexives de la filosofia de la ciència. Dins del camp filosòfic, però, ha sorgit un nou focus d'interes centrat a saber com coneix la ment, amb una disciplina pròpia, la filosofia de la ment, que inclou aportacions de les diferents ciències cognitives. La ment és vista com quelcom definitori de l'ésser humà i inclou els sentiment i els prejudicis, no solament la part més racional. Justament per aquest interès per la ment, ha sorgit la filosofia de la intel·ligència artificial, que analitza com coneixen les màquines i el seu estatus ontològic en oposició al de les persones.
Continua l'interès per l'inconscient iniciat amb la psicoanàlisi, ja que s'evidencia que l'individu no pot retre compte de tot el que succeeix a la seva ment i que molts actes són involuntaris. El racionalisme estricte és posat en dubte, per les seves limitacions per explicar segons quins fenòmens humans, i d'aquí se segueixen les crítiques al positivisme. La raó continua essent la principal via per conèixer però no és l'única i hi ha dominis que no li pertoquen. A més a més, hi ha aspectes que no es poden copsar, pertanyen al noümen kantià, i per això cal centrar-se en els que sí que són accessibles, com propugna la fenomenologia. El concepte mateix de coneixement, doncs, es revisa, com fa Edmund Gettier o els seguidors del neopragmatisme.

## Antropologia i ètica
L'antropologia ha emergit com a disciplina separada de la filosofia i algunes de les preguntes tradicionals d'aquesta es tracten dins l'estudi de la ment. Però és una de les branques del saber filosòfic que continua acumulant més recerques, tractant de definir què és ser humà, enfront a altres éssers vius o els ordinadors, cercant el sentit de la vida (Max Scheler) i quin paper juga la part biològica i la cultural en la forma de ser.
Estretament relacionada apareix l'ètica, sens dubte un dels camps amb més trajectòria. Els horrors bèl·lics (especialment la primera i la segona guerra mundial) i els nous reptes de la civilització han reactualitzat les qüestions sobre quina és la conducta correcta, en un món com el del segle xx on es parla d'una crisi de valors o d'un creixent relativisme (que no vol dir que es renunciï a assolir un consens universal de mínims, com a la Declaració Universal dels Drets Humans). Aquesta conducta inclou la filosofia política, que ja no és solament la manera correcta de governar un estat sinó que inclou les relacions internacionals i la reflexió sobre el capitalisme imperant, a conseqüència de la globalització. La reflexió social sobre les estructures, com en Michel Foucault, va en paral·lel a la que es pugui dur a terme sobre l'ètica individual.
Existeix un qüestionament sobre la democràcia i la suposada racionalitat política, que han permès al segle xx fenòmens com els camps de concentració nazis i que arrela en l'existencialisme. Això ha succeït per una aplicació imperfecta d'aquests pilars o perquè no són els adequats per regir la convivència? Aquesta pregunta planeja durant tot el debat polític, que incorpora elements com la interculturalitat, fruit d'una societat cada cop més plural. Es reclama una participació més profunda i les noves tecnologies han posat els mitjans a l'abast, ajudant als moviments socials (democràcia participativa). El feminisme ha redefinit igualment algunes de les bases de la teoria ètica, rellegint la tradició amb una perspectiva de gènere.
Un dels punts rellevants de la nova ètica és la seva pretensió eminentment pràctica, que fa sorgir la teràpia filosòfica, els textos d'autoajuda o el paper de l'educació emocional a l'ensenyament reglat. Els comitès ètics apareixen a diferents organismes com hospitals o grups d'inversió, fins i tot a entitats que ja s'emparen en valors en néixer com les ONG.

## Lògica i filosofia del llenguatge
Els pensadors contemporanis analitzen els enunciats filosòfics amb nous estris lògics i un nou interès per la filosofia del llenguatge, a partir del descobriment i estudi de llengües no occidentals, del funcionament mental de la parla o de la importància de la comunicació en els processos socials contemporanis, com ara la publicitat. La lingüística apareix com una part inseparable d'aquestes disciplines, on sempre apareix un component de comunitat: és el conjunt de parlants el que dota de sentit a un idioma, el que fa que els actes de parla siguin o no reeixits, el que busca el significat literal o connotatiu dels enunciats, que no poden simplement reduir-se a valors de veritat, com destaca Ludwig Wittgenstein en la seva afirmació que tot és un joc lingüístic, un ús particular.
Precisament per aquest caràcter entre abstracte (lògic) i social, la filosofia del llenguatge se centra en els conceptes de referència (Gottlob Frege) i comunicació. Els enunciats han d'analitzar-se en si mateixos i en el si d'un context de significació i els resultats d'ambdues anàlisis poden diferir (i llavors ha de prevaldre el segon). Augmenta el formalisme però al mateix es fa dependre de l'entorn. El concepte de veritat és substituït, en Rudolf Carnap, pel de confirmació: la coherència amb el conjunt per sobre de la deducció correcta. L'addició del terme "món possible" va en la mateixa direcció, no existeix únicament allò present sinó el que podria ser i el llenguatge atorga diferents estatus a una o altra entitat de manera convencional.

## Metafísica
La filosofia de la religió es pregunta per l'existència d'una divinitat o les creences de les persones en un món més enllà del físic. La integració de determinats plantejaments orientals, fruit del moviment New Age, o de corrents humanistes, han atorgat a les qüestions de fe un paper central en l'anàlisi filosòfica, malgrat la secularització creixent d'Occident. L'home se sent insatisfet amb la seva vida i cerca alguna cosa més enllà i aquesta força es manifesta diferent segons el moment concret històric, però mai no desapareix; de fet és el que fa avançar la humanitat, en una relectura de la dialèctica hegeliana.
La desconstrucció de Derrida i els seus seguidors intenten desmuntar la metafísica evidenciant-ne els seus buits, però acaben construint-ne una altra, basada en la interpretació simbòlica dels seus elements, on el llenguatge i la cultura tenen un pes rellevant per explicar cada element.

## Estètica
L'estètica contemporània ha hagut de definir de nou què és l'art amb l'aparició de moviments que trencaven amb el realisme o amb la cerca de la bellesa. Igualment ha calgut incorporar el discurs provinent del món audiovisual, amb un cinema que marca fortament els hàbits culturals, i a finals de segle, també el relacionat amb Internet i el món virtual, amb uns codis estètics propis.
Aquest art està en diàleg continu amb el seu context de producció, sigui perquè l'ignora o perquè n'és un resultat clar. Hans-Georg Gadamer, a través de l'hermenèutica, busca trobar el sentit autèntic de l'art, que conté tanta veritat com qualsevol ciència però es manifesta a través de la història.